# اندیس نمک آبی (شرکت نمک مروارید فارس)
) یک اندیس غیرفلزی است که در  استان فارس قرار دارد و مادهٔ معدنی موجود در آن، نمک است. سنگ میزبان این اندیس سنگ آهک مارنی، ماسه سنگ و ژیپس است و دیرینگی آن به دوران الیگوسن می‌رسد. 